# Yan Sen
Yan Sen (Jiangsu, 16 augustus 1975) is een Chinees professioneel tafeltennisser die gespecialiseerd is in het dubbelen. De linkshandige shakehand-speler won samen met Wang Liqin goud in het dubbelspel voor mannen op de Olympische Zomerspelen 2000. Samen werden ze eveneens wereldkampioen dubbelspel in zowel 2001 als 2003 en wonnen ze de ITTF Pro Tour Grand Finals in 1996, 1998 en 2000.
Yan Sen won nog nooit een gouden medaille op een groot enkelspeltoernooi. Een verloren finale op het Zweden Open in 1997 was wat dat betreft zijn beste prestatie. Verder kwam hij nooit voorbij de halve finale, zoals op het WK 1997 in Engeland, zeven internationale Opens van 1996 tot en met 1998 en het Aziatisch Kampioenschap 1998 in Japan.

## Erelijst
- Olympisch Kampioen dubbelspel 2000 (met Wang Liqin)
- Wereldkampioen dubbelspel 2001 en 2003 , zilver in 1999 (allen met Wang Liqin)
- Winnaar ITTF Pro Tour Grand Finals in 1996, 1998 en 2000 (allen met Wang Liqin)
- Winnaar Aziatisch Kampioenschap gemengd dubbel 2000 (met Yang Ying)
- Winnaar Aziatisch Kampioenschap landenteams 1998 en 2000
- Winnaar Aziatische Spelen landenteams 1998 en 2002

ITTF Pro Tour:
- Winnaar dubbelspel Frankrijk Open 1996 (met Wang Liqin)
- Winnaar dubbelspel Australië Open 1997 (met Ma Lin)
- Winnaar dubbelspel Maleisië Open 1997 (met Ma Lin)
- Winnaar dubbelspel Japan Open 1997 en 2004 (beide met Wang Liqin)
- Winnaar dubbelspel Joegoslavië Open 1997 (met Wang Liqin)
- Winnaar dubbelspel Qatar Open 1998 en 2002 (beide met Wang Liqin)
- Winnaar dubbelspel China Open 1999 , 2000 en 2001 (allen met Wang Liqin)
- Winnaar dubbelspel Zweden Open 2001 (met Wang Liqin)

1988: Wei Qingguang / Chen Longcan ·
1992: Lu Lin / Wang Tao ·
1996: Liu Guoliang / Kong Linghui ·
2000: Wang Liqin / Yan Sen ·
2004: Chen Qi / Ma Lin